# Joseph-David Buhl
Joseph-David Buhl (bij Amiens, 1781 – Versailles, april 1860) was een Frans componist, dirigent en trompettist.

## Levensloop
Buhl was solo trompettist in de Musique de la garde nationale de Paris en later van de Musique de la Garde des Consuls. Hij schreef alle ordonnantiesignalen en fanfares van het leger (1803-1829), die ook tegenwoordig nog in de Franse cavalerie gebruikt werden. Hij werd leraar aan de L'école de trompette de cavalerie in Versailles. Een van zijn bekende leerlingen is François-Georges-Auguste Dauverné (1799-1874), die ook een bekende trompet methode geschreven heeft.
Na 1814 werd hij kapelmeester van de Muziekkapel van de Gardes du Corps van Lodewijk XVIII van Frankrijk en werd onderscheiden met de benoeming in het Franse Legioen van Eer. Later werd hij 1e trompettist in het orkest van de Opéra Garnier en in het orkest van het Théâtre italien.
Hij schreef een methode voor cavalerie-trompet (1825) en bracht verbeteringen aan hoorn en trompet aan.
Naast diverse marsen en pas-redoublés schreef hij diverse concertstukken voor harmonieorkest.

## Composities

### Werken voor harmonieorkest
- Marche pour la naissance du Duc de Bordeaux, voor harmonieorkest
- Quatre Pas Redoublés, voor fanfare- of harmonieorkest

### Werken voor blazers
- A cheval, 1er et 3e appels
- Duo en Pot-Pourri, voor hoorns
- La charge, 1er couplet
- La générale, 1er et 6e couplet
- La marche, 5 couplets
- Le boutte-selle, 1er,2e et 3e appels
- Le réveil
- Pour éteindre les feux (fanfare favorite de l'Empereur)